# Kasumkient
Kasumkient (ros. Касумкент) – wieś w Rosji, w Dagestanie, ośrodek administracyjny rejonu sulejman-stalskiego. W 2010 liczyła 13 232 mieszkańców, głównie Lezginów.

## Urodzeni
- Alim Sielimau – białoruski zapaśnik.